# Società Sportiva Manfredonia Calcio 2009-2010
Questa voce raccoglie le informazioni riguardanti la Società Sportiva Manfredonia Calcio nelle competizioni ufficiali della stagione 2009-2010.

## Organigramma societario

### Staff tecnico
| Allenatore: | Giovanni Bucaro |

| Vice-Allenatore: | Franco Mancini |

## Rosa
| N. |                    | Ruolo | Calciatore           |
| -- | ------------------ | ----- | -------------------- |
|    | Italia (bandiera)  | P     | Lorenzo Fortunato    |
|    | Italia (bandiera)  | P     | Federico Groppioni   |
|    | Italia (bandiera)  | P     | Vincenzo Marruocco   |
|    | Italia (bandiera)  | D     | Gaetano Carrieri     |
|    | Italia (bandiera)  | D     | Giuseppe Di Pasquale |
|    | Brasile (bandiera) | D     | Jonatas Soldera Moro |
|    | Italia (bandiera)  | D     | Devis Nossa          |
|    | Italia (bandiera)  | D     | Gianpaolo Parisi     |
|    | Italia (bandiera)  | D     | Luigi Pisa           |
|    | Italia (bandiera)  | D     | Sergio Sabatino      |
|    | Italia (bandiera)  | C     | Dario Arcuri         |

| N. |                    | Ruolo | Calciatore        |
| -- | ------------------ | ----- | ----------------- |
|    | Italia (bandiera)  | C     | Elio Di Toro      |
|    | Italia (bandiera)  | C     | Matteo La Torre   |
|    | Italia (bandiera)  | C     | Nicola Napolitano |
|    | Italia (bandiera)  | C     | Giuseppe Pirrone  |
|    | Italia (bandiera)  | C     | Francesco Stella  |
|    | Italia (bandiera)  | C     | Aniello Vitiello  |
|    | Italia (bandiera)  | A     | Davide Arigò      |
|    | Brasile (bandiera) | A     | Raphael Carminati |
|    | Italia (bandiera)  | A     | Nicola Ferrari    |
|    | Italia (bandiera)  | A     | Davide Luppi      |
|    | Italia (bandiera)  | A     | Pasquale Maiorino |

## Risultati

### Campionato

#### Girone di andata
| 23 agosto 2009 1ª giornata | Manfredonia | 0 – 2 | Cassino |  |

| 30 agosto 2009 2ª giornata | Scafatese | 1 – 2 | Manfredonia |  |

| 6 settembre 2009 3ª giornata | Manfredonia | 2 – 2 | Catanzaro |  |

| 13 settembre 2009 4ª giornata | Barletta | 1 – 0 | Manfredonia |  |

| 20 settembre 2009 5ª giornata | Juve Stabia | 4 – 0 | Manfredonia |  |

| 27 settembre 2009 6ª giornata | Manfredonia | 3 – 2 | Noicattaro |  |

| 4 ottobre 2009 7ª giornata | Isola Liri | 0 – 0 | Manfredonia |  |

| 11 ottobre 2009 8ª giornata | Manfredonia | 1 – 2 | Melfi |  |

| 18 ottobre 2009 9ª giornata | Cisco Roma | 1 – 0 | Manfredonia |  |

| 25 ottobre 2009 10ª giornata | Manfredonia | 3 – 0 | Vibonese |  |

| 1º novembre 2009 11ª giornata | Manfredonia | 0 – 2 | Gela |  |

| 8 novembre 2009 12ª giornata | Monopoli | 1 – 1 | Manfredonia |  |

| 15 novembre 2009 13ª giornata | Manfredonia | 0 – 0 | Igea Virtus |  |

| 22 novembre 2009 14ª giornata | Siracusa | 0 – 0 | Manfredonia |  |

| 29 novembre 2009 15ª giornata | Manfredonia | 2 – 1 | Aversa Normanna |  |

| 6 dicembre 2009 16ª giornata | Vico Equense | 0 – 0 | Manfredonia |  |

| 13 dicembre 2009 17ª giornata | Manfredonia | 1 – 0 | Brindisi |  |

#### Girone di ritorno
| 20 dicembre 2009 18ª giornata | Cassino | 0 – 1 | Manfredonia |  |

| 10 gennaio 2010 19ª giornata | Manfredonia | 1 – 1 | Scafatese |  |

| 17 gennaio 2010 20ª giornata | Catanzaro | 1 – 2 | Manfredonia |  |

| 24 gennaio 2010 21ª giornata | Manfredonia | 0 – 2 | Barletta |  |

| 31 gennaio 2010 22ª giornata | Manfredonia | 0 – 0 | Juve Stabia |  |

| 14 febbraio 2010 23ª giornata | Noicattaro | 0 – 1 | Manfredonia |  |

| 21 febbraio 2010 24ª giornata | Manfredonia | 0 – 1 | Isola Liri |  |

| 28 febbraio 2010 25ª giornata | Melfi | 1 – 3 | Manfredonia |  |

| 7 marzo 2010 26ª giornata | Manfredonia | 4 – 2 | Cisco Roma |  |

| 14 marzo 2010 27ª giornata | Vibonese | 0 – 3 | Manfredonia |  |

| 28 marzo 2010 28ª giornata | Gela | 1 – 0 | Manfredonia |  |

| 3 aprile 2010 29ª giornata | Manfredonia | 1 – 1 | Liberty Monopoli |  |

| 11 aprile 2010 30ª giornata | Igea Virtus | 3 – 1 | Manfredonia |  |

| 18 aprile 2010 31ª giornata | Manfredonia | 0 – 2 | Siracusa |  |

| 25 aprile 2010 32ª giornata | Aversa Normanna | 0 – 1 | Manfredonia |  |

| 2 maggio 2010 33ª giornata | Manfredonia | 1 – 2 | Vico Equense |  |

| 9 maggio 2010 34ª giornata | Brindisi | 1 – 4 | Manfredonia |  |